# Murklotspindel
Murklotspindel (Theridion melanurum) är en spindelart som beskrevs av Carl Wilhelm Hahn 1831. 
Murklotspindel ingår i släktet Theridion och familjen klotspindlar. Arten är reproducerande i Sverige. Inga underarter finns listade i Catalogue of Life.